# Вечерний Донецк
«Вечірній Донецьк» (рос. «Вечерний Донецк») — масова регіональна газета (виходить 12 разів на місяць, по вівторках, п'ятницях та суботах), видавалася у місті Донецьку з липня 1973 року по червень 2014 року.
До 2008 року головним редактором був Володимир Миколайович Пак, автор десятка книжок, присвячених шахам та видатним шахістам. Від 2008 року газету очолює Леонід Данилович Лапа.
У зв'язку з окупацією Донецька військами "ДНР", у липні 2014 року було припинено випуск газети.
В жовтні 2015 року газета відновила свій випуск, але вже під іншою назвою «Донецк Вечерний».